# New Baltimore (Ohio)
New Baltimore é um lugar designado pelo censo localizado no condado de Hamilton no estado estadounidense de Ohio. No Censo de 2010 tinha uma população de 661 habitantes e uma densidade populacional de 183,87 pessoas por km².

## Geografia
New Baltimore encontra-se localizado nas coordenadas 39° 16′ 36″ N, 84° 40′ 14″ O. Segundo o Departamento do Censo dos Estados Unidos, New Baltimore tem uma superfície total de 3.59 km², da qual 3.55 km² correspondem a terra firme e (1.22%) 0.04 km² é água.

## Demografia
Segundo o censo de 2010, tinha 661 pessoas residindo em New Baltimore. A densidade populacional era de 183,87 hab./km². Dos 661 habitantes, New Baltimore estava composto pelo 96.37% brancos, 0.45% eram afroamericanos, 0% eram amerindios, 0.15% eram asiáticos, 0% eram insulares do Pacífico, 0% eram de outras raças e o 3.03% pertenciam a duas ou mais raças. Do total da população 0.61% eram hispanos ou latinos de qualquer raça.